# Josefine Myrberg
Josefine Eleonora Myrberg, även känd under artistnamnet Råsa, född 24 september 1997 i Västra Frölunda i dåvarande Göteborgs och Bohus län, är en svensk sångerska. Myrberg kom på tredje plats i Idol 2014. Hon kom med i programmet genom att originaljurymedlemmen Peter Swartling tilldelade henne en jubileumsbiljett vilket gjorde att hon fick hoppa över auditionmomentet och gå direkt till kvalet.
Tillsammans med Lisa Ajax (som vann Idol 2014) och Mollie Lindén turnerade hon i Sverige med start 12 december 2014.
Myrberg har för närvarande fyra låtar på Itunes och Spotify: "Holding Out for a Hero" som hon framförde på Idols fredagsfinal 10 oktober 2014, hennes egen låt "Stay Gold" som framfördes den 21 november 2014, "Not Giving Up" som släpptes 15 april 2016 samt "Human" som släpptes 24 februari 2017.
Josefine medverkar även på Anis Don Deminas singel 1+1 under artistnamnet Råsa, som släpptes 20 mars 2020.

## Diskografi

### Singlar
- 2014 - Stay Gold
- 2016 – Not Giving Up
- 2017 – Human
- 2017 – Lucid Dream
- 2017 - Head Over Heels